# Villa Gaudelet
Pour les articles homonymes, voir Gaudelet.
La villa Gaudelet est une voie du 11e arrondissement de Paris, en France.

## Situation et accès
La villa Gaudelet est une voie publique située dans le 11e arrondissement de Paris. Elle débute au 114, rue Oberkampf, mesure 150 m de long, et se termine en impasse après la rue Dranem.

## Origine du nom
Son nom vient d'un propriétaire du lieu.

## Historique
Classée dans la voirie de Paris par arrêté municipal du 8 janvier 1991, cette voie s'est d'abord appelée « impasse de Ménilmontant », puis « impasse Gaudelet » et, enfin, « villa Gaudelet », par arrêté municipal du 28 août 1997.